# Nergal et Ereshkigal
Nergal et Ereshkigal est un texte mythologique mésopotamien. Il a été élaboré en Basse Mésopotamie dans la première moitié du IIe millénaire av. J.-C., et est rédigé en akkadien. Il raconte comment débutèrent de manière houleuse les amours entre Nergal et Ereshkigal, les deux divinités des Enfers.
Ce récit a pour point de départ un festin organisé par les dieux, au ciel, près de leur père à tous,  An. Seule manque à la fête Ereshkigal, déesse des Enfers, qui ne peut sortir de son royaume. An décide donc de lui garder une part, que vient chercher un messager de la reine. Mais alors que tous les dieux présentent leurs respects à Ereshkigal, Nergal est au contraire insultant. Ceci ayant offensé Ereshkigal, Ea conseille à Nergal de se rendre aux Enfers pour s'excuser, tout en prenant d'infinies précautions face au courroux de la reine des Enfers. Il suit les conseils d'Ea sauf le dernier qui disait de ne pas tomber sous les charmes de la déesse, mais, une fois près d'Ereshkigal, elle le séduit aisément et font l'amour 7 jours et 7 nuits sans que la lassitude ne les gagnent. Puis Nergal doit repartir dans le monde des vivants. La déesse, offensée, devient menaçante pour les dieux du Ciel. À la suite de cet acte, les grands dieux contraignent Nergal à épouser la déesse, et il devient ainsi le dieu de l'Enfer auprès de celle-ci.
Ce texte paraît vouloir justifier l'apparition de Nergal, dieu akkadien, comme divinité des Enfers, auprès de Ereshkigal qui assurait seule cette fonction dans la mythologie sumérienne, et explique donc une modification du panthéon mésopotamien.
Dans une autre version du VIIe siècle av. J.-C...
Dans les cieux, les dieux faisaient bombance. Leur sœur, Ereshkigal, ne pouvait remonter du Monde inférieur pour les rejoindre, aussi l'invitèrent-ils à leur envoyer son prêtre Namtar (dont le nom en sumérien signifie "destin") pour lui rapporter, du banquet, quelques friandises. Quand Namtar arriva, tous les dieux mirent genou à terre devant lui, par respect pour sa maîtresse, la déesse du monde d'en bas, sauf Nergal. À son retour, Namtar relata l'incident à Ereshkigal, qui, furieuse, ordonna :
"Mène Nergal devant moi ; je le ferai mourir!"
Namtar revint muni de la requête d'Ereshkigal et les dieux tombèrent d'accord sur le fait que Nergal devrait être livré en punition de son insolence. Mais Nergal se cacha parmi les autres dieux, et Namtar ne put le découvrir. Namtar revint bredouille auprès d'Ereshkigal qui le renvoya à la recherche de l'insolent. Incapable de rester caché plus longtemps, Nergal fit appel à son père Ea qui lui donna sept paires de démons pour l'assister dans le Monde inférieur.
Les quatorze démons investirent, par paire, les sept portes conduisant au Monde des morts, et Nergal put ainsi se ruer sans opposition jusqu'au palais d'Ereshkigal. Là, il la saisit par les cheveux et la fit tomber de son trône, avec la ferme intention de lui trancher la tête. Mais Ereshkigal le supplia de l'épouser.
"Tu seras le maître, proclama-t-elle, et je serai la maîtresse!"
À ces mots, Nergal fondit en larmes, la consola puis l'embrassa.
Nergal surprit Ereshkigal au bain, résista quelques instants à la tentation, mais céda bientôt et ils s'enlacèrent passionnément. Ils firent l'amour pendant sept jours, puis Nergal s'enfuit. Ereshkigal sombra dans la tristesse et le désespoir. Elle envoya Namtar auprès des dieux pour les implorer de lui renvoyer son amant.
Dans une version plus ancienne, Namtar fut incapable de retrouver Nergal, Ea l'ayant déguisé en idiot du village. Nergal aurait alors décidé de retourner de son propre chef chez les morts. À son arrivée, Namtar le conseilla :
"Méfie-toi des gardiens des sept portes qui, à ton passage, tenteront de s'emparer de toi."
Nergal assomma chacun des gardiens puis se précipita vers Ereshkigal. Dans un grand éclat de rire, il la saisit par les cheveux et la fit dégringoler de son trône. Immédiatement, ils s'enlacèrent puis refirent l'amour durant sept autres jours.
Le sort de Nergal était scellé : il ne pourrait plus jamais remonter chez les vivants.
Dans une version plus tardive, Nergal fit l'amour avec Ereshkigal dès sa première visite, puis s'échappa, mais, pris de passion, retourna vivre avec elle pour l'éternité. Dans cette version, Nergal choisit seul d'entreprendre ce voyage car la mort, personnifiée par Ereshkigal, le fascinait. Mais pour qu'il puisse remonter jusqu'au monde des vivants, son père Ea lui fit fabriquer un siège de bois qu'il devait emporter. Ce procédé pourrait faire référence à un rite funéraire babylonien au cours duquel on laissait, à l'extérieur de la maison, un siège destiné aux esprits, afin de détourner leur attention et les empêcher de s'emparer des vivants.
Nergal ne devait s'asseoir que sur ce siège pendant son séjour dans le Monde inférieur, et n'accepter ni nourriture ni relation sexuelle avec Ereshkigal, faute de quoi il ne pourrait revenir vivant sur terre.